# Zopun
Zopun è un comune dell'Azerbaigian situato nel distretto di Cəlilabad. Conta una popolazione di 968 abitanti.